# Java NIO
Java NIO，是Java SE 1.4版以後，針對網路傳輸效能優化的新功能。  在Java 7時再推出NIO 2，針對檔案存取的效能優化。

## 特性
Java NIO API提供在java.nio套件或其子套件中。
- 緩衝區的基本資料類型
- 字元集的編碼器和解碼器
- 基於Perl風格的正則表達式（在 java.util.regex ）
- 通道(Channels)，一個新的原生抽象 I/O
- 支援鎖定(Lock)和記憶體映射的檔案介面，檔案Size最多可以存取到Integer.MAX_VALUE（2GB）
- 多工，非阻塞式I/O的可扩展性伺服器